# Syvänjärvensaari
Syvänjärvensaari är en ö i Finland. Den ligger i sjön Syväjärvi och i kommunen Ilomants i den ekonomiska regionen  Joensuu ekonomiska region  och landskapet Norra Karelen, i den östra delen av landet, 500 km nordost om huvudstaden Helsingfors. Öns area är 5,3 hektar och dess största längd är 400 meter i sydöst-nordvästlig riktning.